# قلة اليوزينيات
قلة اليوزينيات أو قلة الحمضات حالة يكون فيها عدد اليوزينيات، أحد أنواع كريات الدم البيضاء، في الدم الجائل أقل من الحد الطبيعي. اليوزينيات نوع من أنواع الخلايا المحببة وتأتي من نفس السلالة الخلوية التي تنتج الخلايا العدلة والخلايا القاعدية والخلايا البدينة. جنبًا إلى جنب مع الخلايا المحببة الأخرى، تعد اليوزينيات جزءًا من جهاز المناعة الفطري وتسهم في الدفاع عن الجسم من مسببات الأمراض. وظيفة اليوزينيات الأكثر وضوحًا على نطاق واسع هي المشاركة بتفاعلات الحساسية والاستجابة للأمراض الطفيلية، بينما يبقى دورها في أمراض أخرى موضوع بحث مستمر. تُعرف الظاهرة المعاكسة، التي يكون فيها عدد اليوزينيات الموجودة في الدم أعلى من الحد الطبيعي، باسم فرط اليوزينيات.

## التعريف والتشخيص
يختلف تعريف قلة اليوزينيات في الممارسة السريرية، وتتفاوت مستويات اليوزينيات الطبيعية بين السكان. أحد التعريفات الشائعة هو أن يكون عدد اليوزينيات المطلق الذي أقل من 50 خلية/ميكرولتر من الدم. في تعريفات أخرى، يكون العدد أقل من 10 خلايا/ميكرولتر، بينما تصنف بعض المختبرات السريرية 0 خلية/ميكرولتر ضمن النطاق المقبول. يعد تشخيص قلة اليوزينيات أمرًا صعبًا بسبب انخفاض عدد اليوزينيات الموجودة عادة في الدم والتقلبات في مستويات اليوزينيات على مدار اليوم.

## المُسببات
ترتبط قلة اليوزينيات بالكثير من الحالات المرضية، بما في ذلك الالتهاب والإنتان والكاتيكولامينات داخلية المنشأ واستخدام الهرمونات القشرية السكرية. توجد أيضًا أدوية تستهدف عمدًا اليوزينيات من أجل علاج الأمراض التي تكون اليوزينيات وسيطها، ما يسبب قلة اليوزينيات دوائية المنشأ.

### الكاتيكولامينات
على عكس الخلايا المحببة الأخرى، ينخفض عدد اليوزينيات استجابة لإطلاق الكاتيكولامينات. إن الآلية المفترضة التي تسهم في هذا التغيير هي انخفاض إنتاج اليوزينيات في نخاع العظم استجابة للكاتيكولامينات. يُعتقد أيضًا أن الإبينيفرين يحفز المستقبلات من خلال ناهضات بيتا الأدرينالية فتقل اليوزينيات في الدم المحيطي.

### الهرمونات القشرية السكرية
من المعروف أن استخدام الهرمونات القشرية السكرية يؤثر على الكثير من مكونات الدم، بما في ذلك اليوزينيات. إن هذا التأثير متعدد العوامل. تقلل الهرمونات القشرية السكرية من عدد اليوزينيات في الدورة الدموية عن طريق إخراجها من مجرى الدم وانتقالها إلى الأنسجة. يُكبح عدد اليوزينيات التي يطلقها نخاع العظم بواسطة الهرمونات القشرية السكرية. تقول نظرية أخرى إن الهرمونات القشرية السكرية تقضي على اليوزينيات في الدم من خلال جعلها تخضع للموت الخلوي المبرمج.

### الأدوية المستنفدة لليوزينيات
نظرًا إلى دور اليوزينيات الضار في الأمراض مثل الربو اليوزيني ومتلازمة شيرغ ستراوس، فقد طُورت أدوية لتقليل اليوزينيات عن قصد من أجل تخفيف الأعراض. من الأمثلة على هذه الأدوية ميبوليزوماب وريسليزوماب وإينراليزوماب.

## دورها في الالتهاب والإنتان

### الآلية المرضية
على الرغم من التعرف على أن قلة اليوزينيات علامة مخبرية للعدوى منذ فترة طويلة، فإن آلية هذه الظاهرة غير معروفة حاليًا. أحد التفسيرات المحتملة هو أن قلة اليوزينيات قد تكون مؤشرًا على سوء التنظيم المناعي. يُنشط الجهاز المناعي «التهابًا من النوع 1» استجابة من الجسم لمسبب المرض، ما يحشد خلايا مناعية معينة لإزالة مسببات الأمراض. يمكن أن تؤدي هذه الاستجابة إلى أضرار مرافقة في الأنسجة المضيفة. لموازنة ذلك، تعد اليوزينيات أحد مكونات «الالتهاب من النوع 2» الذي يمكن أن يبدأ لإصلاح الأنسجة. نتيجة لذلك، قد تكون قلة اليوزينيات علامة على أن الجسم لم يقدم استجابة التهابية مناسبة من النوع 2، لذلك يحدث تلف أكثر من المعتاد في الأنسجة المحيطة. تفترض نظرية أخرى أن اليوزينيات في الإنتان تنتقل خارج الدم وقد تسهم في تلف الأنسجة، ما يسبب قلة اليوزينيات النسبية في الدم مع ارتفاع اليوزينيات في الأنسجة المصابة. أُثبت أن لليوزينيات تأثير سام لخلايا البكتيريا، ما يسهم في تلف الأنسجة المحيطة أيضًا.